# Štefan Gubrický
Štefan Gubrický [štěfan] (* 4. listopadu 1953) je bývalý slovenský fotbalový útočník. Žije v Trnavě.

## Hráčská kariéra
V československé lize hrál za Spartak TAZ Trnava ve dvou utkáních, aniž by skóroval (17. 4. 1976 – 16. 5. 1976). Během základní vojenské služby nastupoval za Rudou hvězdu Železná Ruda, které v sezoně 1973/74 pomohl k postupu z I. A třídy do Západočeského krajského přeboru. Hráčskou kariéru uzavřel v ŠK Rapid Hrnčiarovce nad Parnou.

### Prvoligová bilance
| Ročník             | Zápasy | Góly | Minuty | Klub                  |
| ------------------ | ------ | ---- | ------ | --------------------- |
| I. liga 1975/76    | 2      | 0    | 22     | TJ Spartak TAZ Trnava |
| CELKEM I. ČS. LIGA | 2      | 0    | 22     |                       |